# Дубрава (Владимирская область)
Дубрава — село в Юрьев-Польском районе Владимирской области России, входит в состав Симского сельского поселения.

## География
Село расположено в 8 км на север от центра поселения села Сима и в 31 км на север от райцентра города Юрьев-Польский.

## История
Образован после Великой Отечественной войны как посёлок участка «Екатерининский» совхоза «КИМ» Симского сельсовета, в 1966 году переименован в посёлок Дубрава, с 2005 года — в составе Симского сельского поселения.

## Население
| 2002 | 2010 | 2021 |
| ---- | ---- | ---- |
| 10   | →10  | ↘0   |